# Vähä Valvatti
Vähä-Valvatti är en sjö i Finland. Den ligger i kommunen Lestijärvi i landskapet Mellersta Österbotten, i den centrala delen av landet, 400 km norr om huvudstaden Helsingfors. Vähä-Valvatti ligger 171,9 meter över havet. I omgivningarna runt Vähä-Valvatti växer i huvudsak blandskog. Arean är 53,6 hektar och strandlinjen är 3,88 kilometer lång. Sjön  ingår i Lesti å huvudavrinningsområde. 